# Estrilda rhodopyga
L'astrilde groppone rosso (Estrilda rhodopyga Sundevall, 1850) è un uccello passeriforme della famiglia degli Estrildidi.

## Descrizione

### Dimensioni
Misura fino a 11 cm di lunghezza.

### Aspetto
Si tratta di uccelli che ricordano congeneri becco di corallo (coi quali vengono spesso confusi), soprattutto nell'aspetto, mentre la colorazione mostra alcune differenze.

La livrea è dominata da un caldo colore beige, con tendenza ad assumere sfumature grigiastre su dorso e ali (queste ultime con remiganti più scure, di colore grigio-nerastro, così come la coda) e a sfumare nell'ocra sul ventre, mentre gola e guance sono bianco-grigiastre. Il codione è di colore rosso cupo, così come i fianchi ed bordi delle copritrici alari, caratteristica questa che frutta a questi uccelli il proprio nome comune: una striscia rossa parte dai lati del becco e si prolunga fino alle orecchie, formando una caratteristica mascherina. Gli occhi sono bruno-nerastri, le zampe sono carnicino-nerastre, il becco è nero alla radice e rossiccio in punta.

## Biologia
Questi uccelli hanno abitudini diurne e moderatamente gregarie, riunendosi in gruppetti che contano al massimo una ventina d'individui e spesso si associano ad altre specie congeneri o affini (come l'astrilde di Sant'Elena, il becco di corallo e le nonnette): essi passano la maggior parte della giornata al suolo o nei pressi di esso alla ricerca di cibo, tenendosi in contatto fra loro mediante continui richiami ticchettanti.

### Alimentazione
Si tratta di uccelli essenzialmente granivori, che si nutrono perlopiù di piccoli semi di graminacee, integrando inoltre la propria dieta con bacche, germogli, frutta e piccoli invertebrati.

### Riproduzione
La stagione riproduttiva coincide con la fase finale della stagione delle piogge.
Ambedue i partner collaborano alla costruzione del nido, che è una struttura globosa composta da steli d'erba e fibre vegetali intrecciati, ubicata di preferenza a poca altezza fra i cespugli, l'erba alta o addirittura direttamente al suolo: al suo interno la femmina depone 4-5 uova di colore biancastro, che vengono covate alternatamente da ambo i sessi per circa due settimane. I nidiacei vengono accuditi anch'essi da ambo i genitori: sono in grado d'involarsi attorno alla terza settimana di vita, tuttavia tendono a rimanere nei pressi del nido (dormendo coi genitori durante la notte e chiedendo loro sempre più sporadicamente l'imbeccata) per almeno ulteriori tre settimane prima di allontanarsene completamente.
La specie viene occasionalmente parassitata dalla vedova domenicana.

## Distribuzione e habitat
L'astrilde groppone rosso è diffusa in Africa orientale, in un areale che si estende grossomodo dal Darfur e al Corno d'Africa attraverso gran parte della Rift Valley fino alle sponde settentrionali del lago Malawi.
L'habitat di questi uccelli è rappresentato dalle aree secche e semiaride di prateria e savana fino ai 1500 metri di quota.

## Tassonomia
Se ne riconoscono due sottospecie:
- Estrilda rhodopyga rhodopyga, la sottospecie nominale, diffusa nella porzione settentrionale dell'areale dal Sudan alla Somalia;
- Estrilda rhodopyga centralis Kothe, 1911, diffusa dal Sudan sud-orientale al Malawi;

Il nome scientifico della specie deriva dall'unione delle parole greche ῥοδον (rhodon, "rosa) e πυγος (pygos, "natiche"), in riferimento alla livrea di questi uccelli, alla quale essi devono anche il proprio nome comune.